# Natalus
Natalus é um gênero de morcegos de ampla distribuição geográfica que habita regiões da América central e do sul (México e Brasil), até as ilhas do Caribe. Natalus  pertence a família Natalidae, junto com Chilonatalus, Nyctiellus e Primonatalus e tem como características serem morcegos um corpo pequeno e longas orelhas em forma de funil, insetívoros e cavernícolas. A história taxonômica da família Natalidae já passou por diversas alterações e continua controversa e sendo constantemente alterada. Apesar de possuir uma ampla distribuição, essa espécie se encontra como quase ameaçada, segundo lista vermelha da IUCN, devido principalmente a vulnerabilidade do seu habitat, uma vez que são animais cavernícolas. Além disso a prática de extermínio de colônias de morcegos cavernícolas é muito comum no Brasil.

## História taxonômica
Atualmente a família Natalidae possui quatro gêneros e treze espécies. Inicialmente  Natalus stramineus 9 foi o nome aplicado à diversas populações do gênero Natalus por todo o novo mundo, sem descrição geográfica específica. E durante muito tempo a dúvida sobre sua localização permaneceu, até que chegou-se à conclusão que o espécime inicialmente analisado e que fazia parte da coleção do Museu Britânico era habitante da América do Sul  e depois Brasil. A ideia do morcego habitar o Brasil, levou a criação de um novo nome para a população de Natalus  Caribenha, mais especificamente de Dominica, N. dominicensis  que diferia da população brasileira. Porém, outros estudos levaram a crer que o holótipo de N. stramineus tinha origem nas Pequenas Antilhas, no Caribe e não no Brasil, o que levou a redução da espécie descrita como N. dominicensis à sinônimo de N. stramineus e levou a criação de um novo nome para a espécie brasileira  N. stramineus natalensis  considerando-a subespécie de  N. stramineus.
Contudo, uma espécie brasileira de corpo levemente maior já havia sido descrita como  Myotis espiritosantensis, como habitante da região sudeste do Brasil, porém sua existência não havia sido levada em conta devido a não comunicação entre pesquisadores brasileiros e norte-americanos. Em seguida, o espécime brasileiro foi também considerado pertencente ao gênero Natalus, e foi reduzido a sinônimo de  N. stramineus. A origem e o nome do morcego continuam em discussão, porém estudos recentes permitiram separar N. stramineus e N. macrourus baseado em morfologia.
Atualmente, o nome utilizado para se referir a essa espécie de Natalus, é N. macrourus, o segundo nome mais antigo, é que de fato descreveu a espécie tratada, além do autor fornecer possível distribuição geográfica. Argumenta-se que Gervais, 1856, descreveu o primeiro espécime dessa espécie fornecendo informações morfológicas e medidas craniais semelhantes aos morcegos habitantes ao sul do rio amazonas e América do sul, além de fornecer medidas craniais. O nome inicialmente utilizado foi  Spectrellum macrourum , porém estudos recentes o classificaram no gênero Natalus, e foi proposto um novo nome N. stramineus macrourus combinando os nomes mais antigos com recentes.
| História taxonômica de N. macrourus                      |
| -------------------------------------------------------- |
| N. stramineus: Gray, 1838                                |
| Spectrellum macrourum: Gervais, 1856                     |
| Myotis espiritosantensis Ruschi, 1951                    |
| N. espiritosantensis: Ruschi, 1970                       |
| N. stramineus natalensis: Goodwin, 1959                  |
| N. stramineus espiritosantensis: Ruschi and Pine, 1976   |
| “Nova combinação” N. stramineus macrourus: Gardner, 2007 |

## Localização geográfica
Espécie pertencente à família Natalidae, que é exclusiva da região Neotropical (México, América Central e América do Sul), a espécie N. macrourus é uma espécie sul-americana encontrada ao sul do Rio Amazonas e que habita todos os biomas do Brasil. Quinze por cento de toda a fauna de morcegos do planeta está no Brasil, e boa parte dessa riqueza está no bioma da Amazônia. O Brasil, com sua vasta porção territorial compreende uma alta riqueza de cavernas, com cerca de 12 mil já registradas, ambiente ideal para a habitação de morcegos cavernícolas, porém, os estudos sobre a distribuição desses morcegos ainda são muito fragmentados. Estudos mais recentes (agosto, 2015) mostram registros de N. macrourus na caverna Kararaô, localizada no estado do Pará, dado que ainda não havia sido demonstrado. Além disso, em 2012 reportou-se a primeira ocorrência dessa espécie na caatinga. Um único espécime foi encontrado no local, o que evidencia a importância de estudos realizados neste bioma, uma vez que existem poucos trabalhos de levantamento na região. Anteriormente a este estudo, o único registro disponível sobre a ocorrência dessa espécie na fauna de morcegos da Paraíba é proveniente da Fazenda Santana, capital João Pessoa, região litorânea do Estado, em ambiente de Mata Atlântica.
Os exemplos utilizados demonstram a importância de estudos sobre a riqueza de morcegos do Brasil. Além dos Estados do Pará e da Paraíba, citados acima, há registros do N. macrourus em todos os biomas brasileiros, tendo sido registrada nos estados do Espírito Santo, Rio de Janeiro, Minas Gerais, São Paulo, Distrito Federal, Goiás, Mato Grosso do Sul, Rio Grande do Norte, Ceará, Roraima, Bahia, Pernambuco e Mato Grosso.
Normalmente sua ocorrência está relacionada a ambientes cavernícolas e áreas quentes e úmidas. Por sua dieta, composta basicamente por insetos, costumam ser observados em grandes grupos  A gruta do Rio Itaúnas, no município de Conceição da Barra, estado do Espírito Santo foi registrada como sua localidade tipo.

## Morfologia
Os membros da família Natalidae tem características morfológicas peculiares, possuem orelhas em forma de funil (o que em alguns lugares concedeu o nome Funnel eared bat - Morcego com orelha de funil - para a família), fossas lacrimais presentes, manúbrio (parte superior do esterno) expandido lateralmente formando uma estrutura parecida com uma placa, os machos possuem uma estrutura singular chamada de órgão natalideo localizado na superfície dorsal do focinho. Este órgão é geralmente visível externamente como uma massa. O órgão natalideo secreta um líquido translúcido, viscoso e esverdeado que pode estar ligado a comunicação.
O seu tamanho varia de muito pequeno (2– 3 g, 26.6–31.0 mm) até tamanho médio (6.0–12.6 g, 46.1–51.2 mm), seus corpos são esguios com cauda e extremidades alongadas, no geral suas caudas medem mais que o corpo e cabeça juntos. O uropatágio também apresenta grande tamanho e é fundido a cauda do animal, a membrana da asa é fina e translúcida, o plagiopatágio é conectado ao tornozelo ou a tíbia, o calcâneo é longo e na maioria dos Natalidae se estende até a ponta do uropatágio. Sua pelagem é longa pode variar de densa para escassa, com cores que vão do castanho-amarelado até o castanho escuro.
Com relação à  morfologia no N. macrourus pode-se apontar como características: o órgão nataliídeo em forma de cunha e coberto por pelos finos. A crista sagital um pouco mais alta e mais acentuada na porção anterior, apófise do processo angular quadrado ou arredondado, margem ventral da dentição curvada para os molares.
Pode ser considerado um animal de tamanho médio (37.0–42.1 mm) dentro do gênero Natalus, a fileira de dentes maxilares é pequena (6.5–7.0 mm). Focinho longo e achatado dorso ventralmente, narinas elípticas, abertura antero ventral na depressão superficial na margem do lábio superior, lábio inferior marcadamente espessado e comprimido nas margens dorsal e ventral, ouvido externo forma de funil e distalmente fino com as margens medial e lateral profundamente côncavas.
Pelagem geralmente mais escura dorsalmente do que ventralmente, crânio longo e relativamente largo com moderadas flexões rostrais, rostro largo e curto com sulcos quase imperceptíveis entre as narinas.
Fórmula dentária: I2\3 C 1\1 P 3\3 M 3\3 = 38,
onde I= Incisivo; C= Canino; P= Pré-molar e M= Molar.
Incisivos superiores curtos, I2 sobrepõe I1 em vista lateral (os números são referentes a posição do dente), perfil oclusal dos pré-molares, pré-molares superiores de tamanho semelhante. Cristas mesiais em M1 e M2 curtas e retas, crista mesial ausente em M3. Cíngulo de P4 de tamanho médio e largo; Molares com cúspides relativamente largas.

## Ecologia e comportamento
Existem no Brasil 174 espécies diferentes de morcegos e isso representa 14% de riqueza mundial. Mesmo com uma riqueza tão grande, há lacunas no conhecimento a quiropterofauna, o que dificulta a preservação das espécies. Cerca de 60% do território brasileiro não contém um registro formal da distribuição de morcegos.  Estima-se que levará 33 anos (caso seja mantido o ritmo atual de inventário) para que haja o registro formal e mais 200 anos para que o Brasil esteja minimamente amostrado para a ocorrência dessa fauna.
Uma das espécies que ocorrem no Brasil é o N. macrourus. Estes animais são insetívoros e capturam apenas pequenas presas, acredita-se que este hábito esteja relacionado com a alta frequência de sua emissão ultra-sônica (acima de 85hz)16. Seu período de maior atividade é entre 30 minutos a 2 horas após o pôr do sol. Seu voo de forrageio (busca por alimentos) é delicado, baixo e lento, este animal possui a capacidade de planar e de fazer grandes manobras. Eles são pouco capturados devido ao seu tamanho e sua forma de voo (dificulta a captura pelas redes que são usualmente utilizadas para as pesquisas ) por isso, sua ecologia e seu comportamento não são bem descritos.
O ciclo de reprodução das fêmeas da espécie não é conhecido. A captura apenas de machos na primavera e de machos e fêmeas no verão sugere que há segregação dos sexos após o nascimento dos filhotes. Há poucas informações sobre o comportamento desta espécie porque ele não é muito capturado devido ao seu tamanho e sua forma de voo.

## Conservação
A presença destes animais é comumente relatada em florestas secas e semidecíduas e em matas secundárias. Ocasionalmente podem ser encontrados em florestas perenes. O N. macrourus tem baixa resistência a dessecação, sendo assim, são encontrados em ambientes úmidos como cavernas, minas e túneis, são achados preferencialmente nas porções mais profundas e quentes destes abrigos, desta forma sua distribuição depende do sistema cavernas porque são preferencialmente cavernícolas. Segundo Arita, 1993, os morcegos podem ser classificados em não cavernícolas (para espécies não registradas em cavernas)  usualmente cavernícolas (para as frequentemente encontradas neste abrigo e em outros), ocasionalmente cavernícolas (para as que já foram registrada em cavernas, mas tem preferência por outros tipos de abrigos) e preferencialmente cavernícolas (para as espécies que o principal abrigo é a caverna). O N. macrourus é preferencialmente cavernícola.
A IUCN  classifica esta espécie como quase ameaçada, ela está próxima de ser classificada como vulnerável, uma vez que mesmo sendo amplamente distribuída pela América do sul (Brasil, Bolívia e Paraguai) são dependentes deste habitat altamente frágil. Houve alterações na legislação brasileira para a proteção do patrimônio espeleológico e isto ocasionou em uma redução da proteção das cavernas. Já que elas eram totalmente protegidas e agora as cavidades naturais subterrâneas são classificadas pelo grau de relevância de baixo a máximo de acordo com seus atributos ecológicos, socioeconômicos, hidrológicos, geológicos, paleontológicos, cênicos e histórico-culturais.
Além disto, no Brasil a prática de extermínio de colônias de morcegos é muito difundida - em campanhas contra a raiva. Acredita-se que esta prática seja a responsável pela declínio das populações de morcegos (tanto de N. macrourus quanto de outras espécies cavernícolas), em uma taxa de 20 a 25% a cada geração - 5 anos. Outras atividades humanas podem afetar a conservação de morcegos. Um exemplo é a geração de energia eólica, ocorre a colisão desses animais com os aerogeradores, não se sabe exatamente o porquê. Mas existem diversas hipóteses, como a busca pelos insetos que são atraídos pelas turbinas ou bloqueio do sistema de ecolocalização por ultra-frequências produzidas pelo movimento das pás.  
Os morcegos são essenciais para a manutenção dos ecossistemas subterrâneas uma vez que são os agentes de importação de matéria orgânica (pela deposição de guano e eventualmente dos próprios cadáveres) e umidade, lembrando que como é um ambiente escuro não há fotossíntese, por isso esta importação é tão importante. Eles também oferecem outros serviços a comunidade como o controle de pestes em plantações, desta forma os gastos com pesticidas seriam reduzidos e haveria oferta de alimentos mais saudáveis. Por exemplo, uma colônia com 150 morcegos (Eptesicus fuscus) pode comer cerca de 1,3 milhões de insetos por ano. Não se sabe ao certo que serviços biológicos o Natalus espiritosantensis presta porque há poucos trabalhos científicos sobre esta espécie devido a dificuldade de captura.